# Gli uomini sono nemici
Gli uomini sono nemici è un film del 1948 diretto da Ettore Giannini.

## Trama
Lisbona, 1943. Irene Dumesnil si trova in un campo di rifugiati in attesa di un visto. Inaspettatamente lei è autorizzata ad uscire dal campo e viene portata in una pensione dove alloggerà. Il giorno dopo scopre chi l'ha fatta uscire: si tratta di Mario de Falla, un cantante argentino che lavora all'Estoril, in realtà un francese capo di un gruppo di partigiani.
I due si erano incontrati a Roma poco tempo prima quando lei era la compagna di un ricco ingegnere che costruiva fortificazioni per conto dei nazisti morto a causa di un attentato organizzato proprio da Mario. Irene, che non aveva mai mostrato molte simpatie per i tedeschi, per paura di essere considerata complice degli attentatori era fuggita da Roma e per questo motivo si trovava nel campo profughi.
Adesso che è libera vuole vendicarsi e denuncia Mario all'ambasciata tedesca. Ufficialmente il funzionario non può fare nulla ma proprio nella pensione dove alloggia viene avvicinata da Van Claes, un altro ospite profugo in realtà spia tedesca, che la convince a realizzare la sua vendetta in maniera sottile: sebbene lei odi Mario non in quanto partigiano ma solo perché ha ucciso l'uomo che amava alla fine decide di collaborare con i tedeschi non colpendo lui direttamente ma distruggendo poco alla volta la rete di collaboratori di cui si circonda.
Il piano funziona ma ad un certo punto i tedeschi catturano Irene e Maria Pilar, altro membro del gruppo partigiano. Mentre Maria Pilar viene torturata e uccisa Irene non viene toccata anzi, viene affidata ad un gruppo di italiani per riportarla a Roma ben sapendo che i partigiani accorreranno in suo aiuto.
La donna viene liberata e Mario le confessa di amarla ma la vista del cadavere di Maria Pilar la convincono a smettere di collaborare con i nazisti, in un certo senso ha raggiunto il suo scopo, ormai Mario ha paura di morire perché perderebbe la donna che ama e vuole abbandonare la resistenza. Irene cerca di fuggire da sola ma viene catturata dai partigiani che avevano qualche sospetto su di lei per processarla. Mario raggiunge il covo e i due vengono lasciati soli. Si ode un colpo di pistola e l'uomo esce dalla stanza dichiarando che andrà in missione in Sicilia.